# 羅夫諾耶區
50°46′20″N 46°03′34″E / 50.77222°N 46.05944°E
羅夫諾耶區（俄语：Ровенский район）是俄羅斯的一個區，位於該國西南部，由薩拉托夫州負責管轄，面積2,100平方公里，2010年人口16,654，人口密度每平方公里7.93人。